# Liste de films de tueurs en série
Cette liste répertorie les films de cinéma ou de télévision dont l'histoire met en scène au moins un tueur en série, fictionnel ou réel. Cette liste n'est pas exhaustive.
| Titre français                                                    | Titre original (si différent)                     | Réalisateur                                            | Tueur en série                                                   | Année | Origine                                         |
| ----------------------------------------------------------------- | ------------------------------------------------- | ------------------------------------------------------ | ---------------------------------------------------------------- | ----- | ----------------------------------------------- |
| 100 Tears                                                         |                                                   | Marcus Koch (de)                                       |                                                                  | 2007  | États-Unis                                      |
| 15 minutes                                                        |                                                   | John Herzfeld                                          |                                                                  | 2001  | Allemagne, États-Unis                           |
| 2000 maniaques                                                    | Two Thousand Maniacs!                             | Herschell Gordon Lewis                                 |                                                                  | 1964  | États-Unis                                      |
| 303 Fear Faith Revenge (en)                                       | 303 Klua/Kla/Akhat                                | Somching Srisupap (th)                                 |                                                                  | 1999  | Singapour                                       |
| 5150, rue des Ormes                                               |                                                   | Éric Tessier                                           |                                                                  | 2009  | Québec, Canada                                  |
| 88 Minutes                                                        |                                                   | Jon Avnet                                              |                                                                  | 2007  | États-Unis                                      |
| A.K.A. Serial Killer                                              | Ryakushô renzoku shasatsuma                       | Masao Adachi                                           | Norio Nagayama                                                   | 1969  | Japon                                           |
| AB Negative                                                       |                                                   | Neil Horner                                            |                                                                  | 2014  | Royaume-Uni                                     |
| L'Abominable Docteur Phibes                                       | The Abominable Dr Phibes                          | Robert Fuest                                           | Anton Phibes*                                                    | 1971  | Royaume-Uni                                     |
| L'Affaire SK1                                                     |                                                   | Frédéric Tellier                                       | Guy Georges                                                      | 2014  | France                                          |
| After.Life                                                        |                                                   | Agnieszka Wojtowicz-Vosloo (en)                        |                                                                  | 2009  | États-Unis                                      |
| Afterschool                                                       |                                                   | Antonio Campos                                         |                                                                  | 2008  | États-Unis                                      |
| Aileen: Life and Death of a Serial Killer (en) (documentaire)     |                                                   | Nick Broomfield                                        | Aileen Wuornos                                                   | 2003  | Royaume-Uni                                     |
| Acolytes                                                          |                                                   | Jon Hewitt (en)                                        |                                                                  | 2009  | Australie                                       |
| Aileen Wuornos: The Selling of a Serial Killer (documentaire)     |                                                   | Nick Broomfield                                        | Aileen Wuornos                                                   | 1993  | Royaume-Uni                                     |
| Albert Fish (en) (documentaire)                                   |                                                   | John Borowski                                          | Albert Fish                                                      | 2007  | États-Unis                                      |
| Alex Cross                                                        |                                                   | Rob Cohen                                              |                                                                  | 2012  | États-Unis                                      |
| Alleluia                                                          |                                                   | Fabrice du Welz                                        | Raymond Fernandez et Martha Beck                                 | 2014  | France, Belgique                                |
| L'Alpagueur                                                       |                                                   | Philippe Labro                                         |                                                                  | 1976  | France                                          |
| American Psycho                                                   |                                                   | Mary Harron                                            | Patrick Bateman*                                                 | 2000  | États-Unis                                      |
| American Psycho 2: All American Girl                              |                                                   | Morgan J. Freeman                                      | Patrick Bateman*                                                 | 2002  | États-Unis                                      |
| Amoklauf                                                          |                                                   | Uwe Boll                                               |                                                                  | 1994  | Allemagne                                       |
| Amours mortelles                                                  | Mercy                                             | Damian Harris                                          |                                                                  | 2000  | États-Unis                                      |
| Amours suspectes                                                  | Unconditional Love                                | P. J. Hogan                                            |                                                                  | 2002  | États-Unis                                      |
| Amsterdamned                                                      |                                                   | Dick Maas                                              |                                                                  | 1988  | Pays-Bas                                        |
| Amusement (DTV)                                                   |                                                   | John Simpson                                           |                                                                  | 2009  | États-Unis                                      |
| Angel's Flight                                                    |                                                   | Kenneth W. Richardson et Raymond Nassour               |                                                                  | 1965  | États-Unis                                      |
| Angulimala (en)                                                   |                                                   | Sutape Tunnirut                                        |                                                                  | 2003  | Thaïlande                                       |
| Apartment Zero                                                    |                                                   | Martin Donovan (en)                                    |                                                                  | 1988  | Royaume-Uni, Argentine                          |
| Arsenic et vieilles dentelles                                     | Arsenic and Old Lace                              | Frank Capra                                            |                                                                  | 1944  | États-Unis                                      |
| L'Attaque du fourgon postal                                       | Zimmer 13                                         | Harald Reinl                                           |                                                                  | 1964  | Allemagne de l'Ouest, France, Danemark          |
| L'Auberge rouge                                                   |                                                   | Claude Autant-Lara                                     | Auberge de Peyrebeille                                           | 1951  | France                                          |
| L'Auberge rouge                                                   |                                                   | Gérard Krawczyk                                        | Auberge de Peyrebeille                                           | 2007  | France                                          |
| Bad Company (en)                                                  | The Nature of the Beast                           | Victor Salva                                           |                                                                  | 1995  | États-Unis                                      |
| La Baie sanglante                                                 | Reazione a catena                                 | Mario Bava                                             |                                                                  | 1971  | Italie                                          |
| Balade entre les tombes                                           | A Walk Among The Tombstones                       | Scott Frank                                            |                                                                  | 2014  | États-Unis                                      |
| La Balade sauvage                                                 | Badlands                                          | Terrence Malick                                        | Charles Starkweather                                             | 1973  | États-Unis                                      |
| Barbe-Bleue                                                       |                                                   | Georges Méliès                                         | La Barbe bleue*                                                  | 1901  | France                                          |
| Barbe-Bleue (film d'animation)                                    |                                                   | Jean Painlevé                                          | La Barbe bleue*                                                  | 1936  | France                                          |
| Barbe-Bleue                                                       | Bluebeard                                         | Edgar George Ulmer                                     | La Barbe bleue*                                                  | 1944  | États-Unis                                      |
| Barbe-Bleue                                                       |                                                   | Christian-Jaque                                        | La Barbe bleue*                                                  | 1951  | France                                          |
| Barbe-Bleue                                                       | Bluebeard                                         | Edward Dmytryk et Luciano Sacripanti (de)              | La Barbe bleue*                                                  | 1972  | États-Unis                                      |
| The Barber                                                        |                                                   | Michael Bafaro                                         |                                                                  | 2002  | États-Unis                                      |
| Le Beau-père                                                      | The Stepfather                                    | Joseph Ruben                                           | John List                                                        | 1987  | États-Unis                                      |
| Le Beau-père                                                      | The Stepfather                                    | Nelson McCormick                                       | David Harris*                                                    | 2009  | États-Unis                                      |
| Belles à mourir                                                   | Drop Dead Gorgeous                                | Michael Patrick Jann                                   |                                                                  | 1999  | États-Unis                                      |
| Bernie                                                            |                                                   | Albert Dupontel                                        |                                                                  | 1996  | France                                          |
| Beyond Bedlam                                                     |                                                   | Vadim Jean                                             |                                                                  | 1993  | Royaume-Uni                                     |
| Bianca                                                            |                                                   | Nanni Moretti                                          |                                                                  | 1983  | Italie                                          |
| Big Nothing                                                       |                                                   | Jean-Baptiste Andrea                                   |                                                                  | 2006  | Royaume-Uni, Canada                             |
| Bloodline                                                         |                                                   | Henry Jacobson                                         |                                                                  | 2018  | États-Unis                                      |
| Bloodmyth                                                         |                                                   | John Rackham                                           |                                                                  | 2006  | Royaume-Uni                                     |
| Bloody Bird                                                       | Deliria                                           | Michele Soavi                                          |                                                                  | 1987  | Italie                                          |
| Blue Lake Massacre                                                |                                                   | Michael Paloma                                         |                                                                  | 2007  | États-Unis                                      |
| Blue Velvet                                                       |                                                   | David Lynch                                            | Frank Booth*                                                     | 1986  | États-Unis                                      |
| Bone Collector                                                    |                                                   | Phillip Noyce                                          | Richard Thompson*                                                | 1999  | États-Unis                                      |
| Le Bonhomme de neige                                              | The Snowman                                       | Tomas Alfredson                                        | Mathias Lund-Helgesen*                                           | 2017  | Royaume-Uni                                     |
| The Book of Manson                                                |                                                   | Raymond Pettibon                                       | Charles Manson                                                   | 1989  | États-Unis                                      |
| Le Boucher                                                        |                                                   | Claude Chabrol                                         |                                                                  | 1970  | France, Italie                                  |
| Boulevard de la mort                                              | Death Proof                                       | Quentin Tarantino                                      |                                                                  | 2007  | États-Unis                                      |
| Buffet Froid                                                      |                                                   | Bertrand Blier                                         |                                                                  | 1979  | France                                          |
| Boy Meets Girl                                                    |                                                   | Ray Brady                                              |                                                                  | 1994  | Royaume-Uni                                     |
| The Brute Man                                                     |                                                   | Jean Yarbrough                                         |                                                                  | 1946  | États-Unis                                      |
| B.T.K. Killer                                                     |                                                   | Ulli Lommel                                            | Dennis Rader                                                     | 2005  | Allemagne                                       |
| Buried Alive                                                      |                                                   | Victor Halperin                                        |                                                                  | 1939  | États-Unis                                      |
| The Burning Moon (de)                                             |                                                   | Olaf Ittenbach                                         |                                                                  | 1992  | Allemagne                                       |
| Butterfly Kiss                                                    | Killer on the Road                                | Michael Winterbottom                                   |                                                                  | 1995  | Royaume-Uni                                     |
| By the Devil's Hands                                              |                                                   | Christopher Abram                                      |                                                                  | 2009  | États-Unis                                      |
| Cabal                                                             |                                                   | Clive Barker                                           |                                                                  | 1990  | États-Unis                                      |
| Le Cabinet du docteur Caligari                                    | Das Cabinet des Dr Caligari                       | Robert Wiene                                           |                                                                  | 1920  | Allemagne                                       |
| Cabal                                                             | Nightbreed                                        | Clive Barker                                           |                                                                  | 1990  | États-Unis                                      |
| Cadavres à la pelle                                               | Burke and Hare                                    | John Landis                                            | William Burke et William Hare                                    | 2010  | Royaume-Uni                                     |
| Calendrier meurtrier                                              | January Man                                       | Pat O'Connor                                           |                                                                  | 1989  | États-Unis                                      |
| Calling Paul Temple (en)                                          |                                                   | Maclean Rogers (en)                                    |                                                                  | 1948  | Royaume-Uni                                     |
| Carmin profond                                                    | Profundo carmesí                                  | Arturo Ripstein                                        | Raymond Fernandez et Martha Beck                                 | 1997  | Mexique                                         |
| The Cell                                                          |                                                   | Tarsem Singh                                           |                                                                  | 2000  | Allemagne, États-Unis                           |
| C'est arrivé près de chez vous                                    |                                                   | Rémy Belvaux, André Bonzel et Benoît Poelvoorde        | Benoît Patard*                                                   | 1992  | Belgique                                        |
| Chained                                                           | Chained                                           | Jennifer Chambers Lynch                                |                                                                  | 2012  | États-Unis                                      |
| The Chaser                                                        |                                                   | Na Hong-jin                                            | Yoo Young-chul                                                   | 2008  | Corée du Sud                                    |
| La Chasse                                                         | Cruising                                          | William Friedkin                                       |                                                                  | 1980  | États-Unis                                      |
| Les Chasses du comte Zaroff                                       | The Most Dangerous Game                           | Ernest B. Schoedsack et Irving Pichel                  | le comte Zaroff*                                                 | 1932  | États-Unis                                      |
| Le Chat à neuf queues                                             | Il gatto a nove code                              | Dario Argento                                          |                                                                  | 1971  | France, Allemagne, Italie                       |
| Les Cheveux d'or                                                  | The Lodger                                        | Alfred Hitchcock                                       |                                                                  | 1927  | Royaume-Uni                                     |
| Christmas Evil                                                    | You Better Watch Out                              | Lewis Jackson                                          |                                                                  | 1980  | États-Unis                                      |
| La Cité de la peur                                                |                                                   | Alain Berbérian                                        | Émile Gravier*                                                   | 1994  | France                                          |
| Citizen X (téléfilm)                                              |                                                   | Chris Gerolmo                                          | Andrei Chikatilo                                                 | 1995  | États-Unis                                      |
| Clay Pigeons                                                      |                                                   | David Dobkin                                           |                                                                  | 1998  | États-Unis, Allemagne                           |
| Clay Fields                                                       |                                                   | Ramzi Abed                                             |                                                                  | 2003  | États-Unis                                      |
| Clean, Shaven                                                     |                                                   | Lodge Kerrigan                                         |                                                                  | 1993  | États-Unis                                      |
| Click: The Calendar Girl Killer                                   |                                                   | Ross Hagen et John Stewart                             |                                                                  | 1990  | États-Unis                                      |
| Cœurs perdus                                                      | Lonely Hearts                                     | Todd Robinson                                          | Raymond Fernandez et Martha Beck                                 | 2006  | Allemagne, États-Unis                           |
| Confessions of a Serial Killer (en)                               |                                                   | Mark Blair                                             |                                                                  | 1985  | États-Unis                                      |
| Le Collectionneur                                                 |                                                   | Jean Beaudin                                           |                                                                  | 2002  | Québec, Canada                                  |
| Le Collectionneur                                                 | Kiss the Girls                                    | Gary Fleder                                            | Nick Ruskin (« Casanova »)*                                      | 1997  | États-Unis                                      |
| Color Me Blood Red                                                |                                                   | Herschell Gordon Lewis                                 |                                                                  | 1965  | États-Unis                                      |
| La Comtesse                                                       | The Countess                                      | Julie Delpy                                            | Élisabeth Báthory                                                | 2009  | France, Allemagne                               |
| Confession of Murder                                              | Nae-ga Sal-in-beom-i-da                           | Jeong Byeong-gil                                       |                                                                  | 2012  | Corée du Sud                                    |
| Confession of Murder                                              | 22 nenme no Kokuhaku: Watashi ga Satsujinhan desu | Yū Irie                                                | Masato Sonezaki*                                                 | 2017  | Japon                                           |
| Contre-enquête                                                    |                                                   | Franck Mancuso                                         | Daniel Eckman*Armand Salinas*                                    | 2007  | France                                          |
| Copycat                                                           |                                                   | Jon Amiel                                              |                                                                  | 1995  | États-Unis                                      |
| Coup de torchon                                                   |                                                   | Bertrand Tavernier                                     | Lucien Cordier*                                                  | 1981  | France                                          |
| Le Couperet                                                       |                                                   | Costa-Gavras                                           |                                                                  | 2005  | France                                          |
| Créance de sang                                                   | Blood Work                                        | Clint Eastwood                                         |                                                                  | 2002  | États-Unis                                      |
| Cradle of Fear                                                    |                                                   | Alex Chandon (en)                                      |                                                                  | 2001  | Royaume-Uni                                     |
| Le crime est notre affaire                                        |                                                   | Pascal Thomas                                          | François Lagarde*                                                | 2008  | France                                          |
| Crimetime (en)                                                    |                                                   | George Sluizer                                         |                                                                  | 1996  | Royaume-Uni                                     |
| Crimes à Oxford                                                   | The Oxford Murders                                | Álex de la Iglesia                                     |                                                                  | 2008  | Royaume-Uni, France, Espagne                    |
| Les Crimes de Snowtown                                            | Snowtown                                          | Justin Kurzel                                          | John Bunting, Robert Wagner, James Vlassakis et Mark Haydon (en) | 2011  | Australie                                       |
| Le Crocodile de la mort                                           | Eaten Alive                                       | Tobe Hooper                                            | Joe Ball                                                         | 1977  | États-Unis                                      |
| Crónicas                                                          |                                                   | Sebastián Cordero                                      |                                                                  | 2004  | Équateur                                        |
| Cry Wolf                                                          |                                                   | Jeff Wadlow                                            |                                                                  | 2005  | États-Unis                                      |
| The Curse of Her Flesh                                            |                                                   | Michael Findlay                                        |                                                                  | 1968  | États-Unis                                      |
| Dahmer le Cannibale                                               | Dahmer                                            | David Jacobson                                         | Jeffrey Dahmer                                                   | 2002  | États-Unis                                      |
| Dans la brume électrique                                          | In the Electric Mist                              | Bertrand Tavernier                                     | Murphy Doucet*                                                   | 2009  | France, États-Unis                              |
| Dans la tête du tueur (téléfilm)                                  |                                                   | Claude-Michel Rome                                     | Francis Heaulme                                                  | 2004  | France                                          |
| The Darkroom                                                      |                                                   | Michael Hurst                                          |                                                                  | 2006  | États-Unis                                      |
| Dark City                                                         |                                                   | Alex Proyas                                            |                                                                  | 1998  | Australie, États-Unis                           |
| The Dark Side of Midnight (en)                                    | aka The Creeper                                   | Wes Olsen                                              |                                                                  | 1984  | États-Unis                                      |
| Day of Wrath                                                      |                                                   | Adrian Rudomin                                         |                                                                  | 2006  | États-Unis                                      |
| The Dead Girl                                                     |                                                   | Karen Moncrieff                                        |                                                                  | 2006  | États-Unis                                      |
| The Deliberate Stranger (en)                                      |                                                   | Marvin J. Chomsky                                      | Ted Bundy                                                        | 1986  | États-Unis                                      |
| Deadly Intruder (en)                                              |                                                   | John McCauley                                          |                                                                  | 1985  | États-Unis                                      |
| Death by Engagement                                               |                                                   | Philip Creager                                         |                                                                  | 2005  | États-Unis                                      |
| Death Valley (en)                                                 |                                                   | Dick Richards                                          |                                                                  | 1982  | États-Unis                                      |
| Dernière Séance                                                   |                                                   | Laurent Achard                                         |                                                                  | 2011  | France                                          |
| Derrière le masque                                                | Behind The Mask: The Rise Of Leslie Vernon        | Scott Glosserman (en)                                  |                                                                  | 2006  | États-Unis                                      |
| Deux Mains, la nuit                                               | The Spiral Staircase                              | Robert Siodmak                                         |                                                                  | 1946  | États-Unis                                      |
| Les Deux Visages de Docteur Jekyll                                | The Two Faces of Dr Jekyll                        | Terence Fisher                                         |                                                                  | 1950  | Royaume-Uni                                     |
| Deranged, la véritable histoire d'Ed Gein (en)                    | Deranged: The Confessions of a Necrophile         | Alan Ormsby (en) et Jeff Gillen                        | Ed Gein                                                          | 1974  | États-Unis, Canada                              |
| Des filles disparaissent                                          | Lured                                             | Douglas Sirk                                           |                                                                  | 1947  | États-Unis                                      |
| Désiré Landru (téléfilm)                                          |                                                   | Pierre Boutron                                         | Henri Désiré Landru                                              | 2005  | France                                          |
| Destins violés                                                    | Taking Lives                                      | D. J. Caruso                                           |                                                                  | 2004  | Canada, États-Unis                              |
| Détour mortel                                                     | Wrong Turn                                        | Rob Schmidt (en)                                       |                                                                  | 2003  | États-Unis, Canada, Allemagne                   |
| La Disparue                                                       | The Vanishing                                     | George Sluizer                                         |                                                                  | 1993  | États-Unis                                      |
| Disparue                                                          | Gone                                              | Heitor Dhalia                                          |                                                                  | 2012  | États-Unis                                      |
| Disparitions sanglantes                                           | To Catch a Killer                                 | Eric Till                                              | John Wayne Gacy                                                  | 1992  | États-Unis                                      |
| Le Docteur et les Assassins                                       | The Doctor and the Devils                         | Freddie Francis                                        | William Burke et William Hare                                    | 1985  | Royaume-Uni, États-Unis                         |
| Docteur Jekyll et M. Hyde                                         | Dr Jekyll and Mr. Hyde                            | John S. Robertson                                      |                                                                  | 1920  | États-Unis                                      |
| Docteur Jekyll et M. Hyde                                         | Dr Jekyll and Mr. Hyde                            | Rouben Mamoulian                                       |                                                                  | 1931  | États-Unis                                      |
| Docteur Jekyll et M. Hyde                                         | Dr Jekyll and Mr. Hyde                            | Victor Fleming                                         |                                                                  | 1941  | États-Unis                                      |
| Docteur Petiot                                                    |                                                   | Christian de Chalonge                                  | Marcel Petiot                                                    | 1990  | France                                          |
| Docteur X                                                         | Doctor X                                          | Michael Curtiz                                         |                                                                  | 1932  | États-Unis                                      |
| Dr Jekyll and Mr. Hyde                                            | Dr Jekyll and Mr. Hyde                            | Otis Turner                                            |                                                                  | 1908  | États-Unis                                      |
| Dr. Jekyll et Ms. Hyde                                            | Dr Jekyll and Ms. Hyde                            | David Price                                            |                                                                  | 1995  | Royaume-Uni, États-Unis                         |
| Dr Jekyll et Sister Hyde                                          | Dr Jekyll and Sister Hyde                         | Roy Ward Baker                                         | Jack l'Éventreur, William Burke et William Hare                  | 1971  | Royaume-Uni                                     |
| Dr. Rictus                                                        | Dr Giggles                                        | Manny Coto                                             |                                                                  | 1992  | États-Unis                                      |
| Dragon rouge                                                      | Red Dragon                                        | Brett Ratner                                           | Hannibal Lecter*                                                 | 2002  | États-Unis                                      |
| Eat the Schoolgirl                                                | Kogyaru-gui: Oosaka terekura hen                  | Naoyuki Tomomatsu                                      |                                                                  | 1997  | Japon                                           |
| Eating Raoul                                                      |                                                   | Paul Bartel                                            |                                                                  | 1982  | États-Unis                                      |
| Ebola Syndrome                                                    | Yi boh laai beng duk                              | Herman Yau                                             |                                                                  | 1996  | Hong Kong                                       |
| Ed Gein, le boucher                                               | In the Light of the Moon                          | Chuck Parello                                          | Ed Gein                                                          | 2000  | États-Unis                                      |
| Element of Crime                                                  | Forbrydelsens element                             | Lars von Trier                                         |                                                                  | 1984  | Danemark                                        |
| Emprise                                                           | Frailty                                           | Bill Paxton                                            | Joseph Kallinger (en)                                            | 2001  | États-Unis                                      |
| Enfant 44                                                         | Child 44                                          | Daniel Espinosa                                        | Vladimir Malevich*                                               | 2015  | États-Unis, Royaume-Uni, République tchèque     |
| Esther (film, 2009)                                               | Orphan                                            | Jaume Collet-Serra                                     |                                                                  | 2009  | États-Unis, Canada, Allemagne, France           |
| Étrange Mariage                                                   | When Strangers Marry                              | William Castle                                         |                                                                  | 1944  | États-Unis                                      |
| L'Étrange Mr. Slade                                               | Man in the Attic                                  | Hugo Fregonese                                         | Jack l'Éventreur                                                 | 1953  | États-Unis                                      |
| L'Étrangleur de Boston                                            | The Boston Strangler                              | Richard Fleischer                                      | Albert DeSalvo                                                   | 1968  | États-Unis                                      |
| L'Étrangleur de Rillington Place                                  | 10 Rillington Place                               | Richard Fleischer                                      | John Christie                                                    | 1971  | Royaume-Uni                                     |
| Evidence                                                          |                                                   | Olatunde Osunsanmi                                     |                                                                  | 2013  | États-Unis                                      |
| Evilenko                                                          |                                                   | David Grieco                                           | Andreï Tchikatilo                                                | 2004  | Italie                                          |
| Excès de confiance                                                | Never Talk to Strangers                           | Peter Hall                                             |                                                                  | 1995  | États-Unis                                      |
| Exit                                                              |                                                   | Olivier Megaton                                        |                                                                  | 2000  | France                                          |
| Exterminator City (DTV)                                           |                                                   | Clive Cohen                                            |                                                                  | 2005  | Royaume-Uni                                     |
| Appels au meurtre                                                 | Eyes of a Stranger                                | Ken Wiederhorn                                         |                                                                  | 1981  | États-Unis                                      |
| Face à face                                                       | Knight Moves                                      | Carl Schenkel                                          |                                                                  | 1992  | Allemagne, États-Unis                           |
| Les Fantômes du chapelier                                         |                                                   | Claude Chabrol                                         |                                                                  | 1982  | France                                          |
| Fatal Bond (en)                                                   |                                                   | Vincent Monton                                         |                                                                  | 1992  | Australie                                       |
| Feed                                                              |                                                   | Brett Leonard                                          |                                                                  | 2005  | Australie                                       |
| La Femme en vert                                                  | The Woman in green                                | Roy William Neill                                      |                                                                  | 1945  | États-Unis                                      |
| Fleur de tonnerre                                                 |                                                   | Stéphanie Pillonca-Kervern                             | Hélène Jégado                                                    | 2017  | France, Belgique                                |
| Freeway                                                           |                                                   | Matthew Bright                                         |                                                                  | 1996  | États-Unis                                      |
| Frenzy                                                            |                                                   | Alfred Hitchcock                                       | Robert Rusk*                                                     | 1972  | Royaume-Uni                                     |
| Fréquence interdite                                               | Frequency                                         | Gregory Hoblit                                         |                                                                  | 2000  | États-Unis                                      |
| Le Fruit de paradis                                               | Ovoce stromů rajských jíme                        | Věra Chytilová                                         |                                                                  | 1970  | Tchécoslovaquie                                 |
| Les Frissons de l'angoisse                                        | Profondo rosso                                    | Dario Argento                                          |                                                                  | 1975  | Italie                                          |
| From Hell                                                         |                                                   | Albert et Allen Hughes                                 | Jack l'Éventreur                                                 | 2001  | Royaume-Uni, États-Unis, Tchécoslovaquie        |
| Funny Games                                                       |                                                   | Michael Haneke                                         |                                                                  | 1997  | Autriche                                        |
| Funny Games U.S.                                                  | Funny Games                                       | Michael Haneke                                         |                                                                  | 2008  | États-Unis                                      |
| Gacy                                                              |                                                   | Clive Saunders                                         | John Wayne Gacy                                                  | 2003  | États-Unis                                      |
| The Gray Man (en)                                                 |                                                   | Scott Flynn                                            | Albert Fish                                                      | 2007  | États-Unis                                      |
| The Greed of William Hart (en)                                    |                                                   | Oswald Mitchell (en)                                   | William Burke et William Hare                                    | 1948  | Royaume-Uni                                     |
| Green River Killer (en)                                           |                                                   | Ulli Lommel                                            | Gary Ridgway                                                     | 2005  | États-Unis                                      |
| Le Guetteur                                                       |                                                   | Michele Placido                                        | Franck Verlot*                                                   | 2012  | France, Italie, Belgique                        |
| Hangman                                                           |                                                   | Johnny Martin                                          |                                                                  | 2017  | États-Unis                                      |
| Hannibal                                                          |                                                   | Ridley Scott                                           | Hannibal Lecter*                                                 | 2001  | États-Unis, Royaume-Uni                         |
| Hannibal Lecter : Les Origines du mal                             | Hannibal Rising                                   | Peter Webber                                           | Hannibal Lecter*                                                 | 2007  | République tchèque, Royaume-Uni, France, Italie |
| Hard Candy                                                        |                                                   | David Slade                                            |                                                                  | 2006  | États-Unis                                      |
| Hard Luck (téléfilm)                                              |                                                   | Mario Van Peebles                                      |                                                                  | 2006  | États-Unis                                      |
| Hell's Highway (en) (DTV)                                         |                                                   | Jeff Leroy                                             |                                                                  | 2002  | États-Unis                                      |
| Hellroller (DTV)                                                  |                                                   | Gary J. Levinson                                       |                                                                  | 1992  | États-Unis                                      |
| Henry, portrait d'un serial killer                                | Henry: Portrait of a Serial Killer                | John McNaughton                                        | Henry Lee Lucas                                                  | 1998  | États-Unis                                      |
| Henry, portrait d'un serial killer 2 (en)                         | Henry: Portrait of a Serial Killer 2              | Chuck Parello                                          | Henry Lee Lucas                                                  | 1986  | États-Unis                                      |
| Henry Lee Lucas: Tueur en série, menteur en série (DTV)           | Henry Lee Lucas: Serial Killer...Serial Liar      | Michael Feifer                                         | Henry Lee Lucas                                                  | 2009  | États-Unis                                      |
| H. H. Holmes: America's First Serial Killer (en) (documentaire)   |                                                   | John Borowski                                          | H. H. Holmes                                                     | 2004  | États-Unis                                      |
| Hitcher                                                           | Hitcher                                           | Robert Harmon                                          |                                                                  | 1986  | États-Unis                                      |
| Hitcher 2                                                         | The Hitcher II: I've Been Waiting                 | Louis Morneau                                          |                                                                  | 2003  | États-Unis                                      |
| Hitcher In The Dark (en)                                          |                                                   | Umberto Lenzi                                          |                                                                  | 1989  | États-Unis                                      |
| The Hillside Strangler (en)                                       |                                                   | Chuck Parello                                          | Kenneth Bianchi et Angelo Buono Jr.                              | 2004  | États-Unis                                      |
| L'Homme de la mort                                                | Der Totmacher                                     | Romuald Karmakar                                       | Fritz Haarmann                                                   | 1995  | Allemagne                                       |
| L'Homme qui voulait savoir                                        | Spoorloos                                         | George Sluizer                                         |                                                                  | 1988  | Pays-Bas, France                                |
| Horrible                                                          | Rosso Sangue                                      | Joe D'Amato                                            |                                                                  | 1981  | Italie                                          |
| Hot Fuzz                                                          |                                                   | Edgar Wright                                           |                                                                  | 2007  | Royaume-Uni, France, États-Unis                 |
| House 3                                                           | House III: The Horror Show                        | James Isaac                                            |                                                                  | 1989  | États-Unis                                      |
| The House That Jack Built                                         |                                                   | Lars Von Trier                                         |                                                                  | 2018  | États-Unis                                      |
| Hypnotic                                                          | Doctor Sleep                                      | Nick Willing                                           |                                                                  | 2002  | Royaume-Uni                                     |
| I Know Who Killed Me                                              |                                                   | Chris Sivertson                                        |                                                                  | 2007  | États-Unis                                      |
| Ichi the Killer                                                   | Koroshiya 1                                       | Takashi Miike                                          |                                                                  | 2001  | Japon                                           |
| Identity                                                          |                                                   | James Mangold                                          |                                                                  | 2003  | États-Unis                                      |
| L'Impasse aux violences                                           | The Flesh and the Fiends                          | John Gilling                                           | William Burke et William Hare                                    | 1960  | Royaume-Uni                                     |
| Impulse (en)                                                      | Impulse                                           | William Grefe                                          |                                                                  | 1974  | États-Unis                                      |
| The Inside : Dans la tête des tueurs (téléfilm)                   | The Inside                                        | Howard Gordon et Tim Minear                            |                                                                  | 2005  | États-Unis                                      |
| L'Inspecteur Harry                                                | Dirty Harry                                       | Don Siegel                                             | Tueur du Zodiaque                                                | 1971  | États-Unis                                      |
| Instinct to Kill                                                  | Instinct to Kill                                  | Gustavo Graef-Marino                                   |                                                                  | 2001  | États-Unis                                      |
| Intensity (en) (téléfilm)                                         | Intensity                                         | Yves Simoneau                                          |                                                                  | 1997  | États-Unis                                      |
| The Interview                                                     | The Interview                                     | Craig Monahan                                          |                                                                  | 1998  | Australie                                       |
| Intimes Confessions                                               | Whispers in the Dark                              | Christopher Crowe                                      |                                                                  | 1992  | États-Unis                                      |
| Intraçable                                                        | Untraceable                                       | Gregory Hoblit                                         |                                                                  | 2008  | États-Unis                                      |
| J'ai pas sommeil                                                  |                                                   | Claire Denis                                           | Thierry Paulin                                                   | 1994  | France                                          |
| Jack (de)                                                         |                                                   | Elisabeth Scharang (de)                                | Jack Unterweger                                                  | 2015  | Autriche                                        |
| Jack l'Éventreur                                                  | The Lodger                                        | John Brahm                                             | Jack l'Éventreur                                                 | 1944  | États-Unis                                      |
| Jack's Back                                                       |                                                   | Rowdy Herrington                                       | Jack l'Éventreur                                                 | 1988  | États-Unis                                      |
| Jade                                                              |                                                   | William Friedkin                                       |                                                                  | 1985  | États-Unis                                      |
| J'ai rencontré le Diable                                          | Akmareul boatda                                   | Kim Jee-woon                                           |                                                                  | 2010  | Corée du Sud                                    |
| Jennifer 8                                                        |                                                   | Bruce Robinson                                         |                                                                  | 1992  | États-Unis                                      |
| Je viens avec la pluie                                            | I Come with the Rain                              | Trần Anh Hùng                                          |                                                                  | 2009  | France                                          |
| Jill the Killer                                                   | Jill Rips                                         | Anthony Hickox                                         |                                                                  | 1999  | États-Unis                                      |
| Une journée bien remplie                                          |                                                   | Jean-Louis Trintignant                                 |                                                                  | 1973  | France                                          |
| Le Juge et l'Assassin                                             |                                                   | Bertrand Tavernier                                     | Joseph Vacher                                                    | 1976  | France                                          |
| Kalifornia                                                        |                                                   | Dominic Sena                                           |                                                                  | 1993  | États-Unis                                      |
| Kannibal (DTV)                                                    |                                                   | Richard Driscoll                                       |                                                                  | 2001  | Royaume-Uni                                     |
| The Killer Inside Me                                              |                                                   | Michael Winterbottom                                   |                                                                  | 2010  | États-Unis, Suède, Royaume-Uni, Canada          |
| Killer : Journal d'un assassin                                    | Killer : A Journal of Murder                      | Tim Metcalfe                                           | Carl Panzram                                                     | 1996  | États-Unis                                      |
| Killing Fields                                                    | Texas Killing Fields                              | Ami Canaan Mann                                        |                                                                  | 2011  | États-Unis                                      |
| Kutob (en)                                                        |                                                   | Jose Javier Reyes (en)                                 |                                                                  | 2005  | Philippines                                     |
| La isla mínima                                                    |                                                   | Alberto Rodríguez                                      |                                                                  | 2014  | Espagne                                         |
| Le Labyrinthe de l'injustice                                      | Hunt for the Labyrinth Killer                     | Hanelle M. Culpepper                                   |                                                                  | 2013  | États-Unis                                      |
| Le Labyrinthe des rêves                                           | Yume no ginga                                     | Sogo Ishii                                             |                                                                  | 1997  | Japon                                           |
| Landru                                                            |                                                   | Claude Chabrol                                         | Henri Désiré Landru                                              | 1963  | France                                          |
| Lettres à un tueur                                                | Letters from a Killer                             | David Carson                                           |                                                                  | 1998  | Royaume-Uni, États-Unis                         |
| Liaison mortelle (en) (téléfilm)                                  | The Hunt for the Unicorn Killer                   | William A. Graham                                      |                                                                  | 1999  | États-Unis                                      |
| The Lodger                                                        |                                                   | David Ondaatje                                         |                                                                  | 2009  | États-Unis                                      |
| La Loi criminelle                                                 | Criminal Law                                      | Martin Campbell                                        |                                                                  | 1989  | États-Unis                                      |
| La Loi et l'Ordre                                                 | Righteous Kill                                    | Jon Avnet                                              |                                                                  | 2008  | États-Unis                                      |
| La Longue Nuit de l'exorcisme                                     | Non si sevizia un paperino                        | Lucio Fulci                                            |                                                                  | 1972  | Italie                                          |
| Lovely Bones                                                      | The Lovely Bones                                  | Peter Jackson                                          |                                                                  | 2010  | États-Unis, Royaume-Uni, Nouvelle-Zélande       |
| M le maudit                                                       | M – Eine Stadt sucht einen Mörder                 | Fritz Lang                                             | Peter Kürten, Fritz Haarmann, Karl Grossmann                     | 1931  | Allemagne                                       |
| La Main du cauchemar                                              | The Hand                                          | Oliver Stone                                           |                                                                  | 1981  | États-Unis                                      |
| La Main du saigneur (en)                                          | Unmasked Part 25                                  | Anders Palm                                            |                                                                  | 1988  | Royaume-Uni                                     |
| Maniac                                                            |                                                   | William Lustig                                         | Ed Gein                                                          | 1980  | États-Unis                                      |
| Maniac                                                            |                                                   | Franck Khalfoun                                        | Ed Gein                                                          | 2012  | France, États-Unis                              |
| Maniac Trasher                                                    | Dark Asylum                                       | Gregory Gieras                                         |                                                                  | 2001  | États-Unis                                      |
| Marie Besnard, l'empoisonneuse (téléfilm)                         |                                                   | Christian Faure                                        | Marie Besnard                                                    | 2006  | France, Belgique                                |
| Martin                                                            |                                                   | George A. Romero                                       |                                                                  | 1977  | États-Unis                                      |
| Mauvaises Rencontres                                              | Far from Home                                     | Meiert Avis (en)                                       |                                                                  | 1989  | États-Unis                                      |
| May                                                               |                                                   | Lucky McKee                                            |                                                                  | 2002  | États-Unis                                      |
| Mélodie pour un meurtre                                           | Sea of Love                                       | Harold Becker                                          |                                                                  | 1989  | États-Unis                                      |
| Memories of Murder                                                | Salinui chueok                                    | Bong Joon-ho                                           |                                                                  | 2003  | Corée du Sud                                    |
| Method                                                            |                                                   | Duncan Roy                                             | Belle Gunness                                                    | 2004  | États-Unis                                      |
| Le Meurtrier de l'Illinois (téléfilm)                             | To Catch a Killer                                 | Eric Till                                              | John Wayne Gacy                                                  | 1992  | États-Unis                                      |
| The Midnight Meat Train                                           |                                                   | Ryūhei Kitamura                                        |                                                                  | 2008  | États-Unis                                      |
| Millénium                                                         | Män som hatar kvinnor                             | Niels Arden Oplev                                      | Gottfried Vanger*Martin Vanger*                                  | 2009  | Suède, Danemark                                 |
| Millénium : Les Hommes qui n'aimaient pas les femmes              | The Girl with the Dragon Tattoo                   | David Fincher                                          |                                                                  | 2011  | États-Unis, Suède, Royaume-Uni, Allemagne       |
| The Minus Man                                                     |                                                   | Hampton Fancher                                        |                                                                  | 1999  | États-Unis                                      |
| Misanthrope                                                       | To Kill Catch A Killer                            | Damian Szifron                                         |                                                                  | 2023  | États-Unis                                      |
| Mon petit doigt m'a dit                                           |                                                   | Pascal Thomas                                          | Rose Évangelista / Lilly la tatouée*                             | 2005  | France                                          |
| Monsieur Verdoux                                                  |                                                   | Charlie Chaplin                                        | Henri Verdoux*                                                   | 1947  | États-Unis                                      |
| Monster                                                           |                                                   | Patty Jenkins                                          | Aileen Wuornos                                                   | 2003  | États-Unis                                      |
| Un mort en pleine forme                                           | The Wrong Box                                     | Bryan Forbes                                           |                                                                  | 1966  | États-Unis                                      |
| Mortelle Randonnée                                                |                                                   | Claude Miller                                          |                                                                  | 1983  | France                                          |
| Mr. Brooks                                                        |                                                   | Bruce A. Evans                                         |                                                                  | 2007  | États-Unis                                      |
| Mr. Soul                                                          |                                                   | Jeremy Torrie                                          |                                                                  | 2006  | Canada                                          |
| Nightstalker                                                      | Nightstalker                                      | Chris Fisher                                           | Richard Ramirez                                                  | 2002  | États-Unis                                      |
| Nuits de cauchemars                                               | Motel Hell                                        | Kevin Connor                                           |                                                                  | 1980  | États-Unis                                      |
| La Nuit du chasseur                                               | The Night of the Hunter                           | Charles Laughton                                       |                                                                  | 1955  | États-Unis                                      |
| Meurtres en nocturne                                              | Night Game                                        | Peter Masterson                                        |                                                                  | 1989  | États-Unis                                      |
| Noblesse oblige                                                   | Kind Hearts and Coronets                          | Robert Hamer                                           |                                                                  | 1949  | États-Unis                                      |
| No One Could Protect Her                                          |                                                   | Larry Shaw                                             | Harvey Miguel Robinson                                           | 1996  | États-Unis                                      |
| No Country for Old Men                                            |                                                   | Joel et Ethan Coen                                     |                                                                  | 2007  | États-Unis                                      |
| No grazie, il caffè mi rende nervoso (it)                         | No grazie, il caffè mi rende nervoso              | Lodovico Gasparini (it)                                |                                                                  | 1982  | Italie                                          |
| No Way to Treat a Lady                                            |                                                   | Jack Smight                                            |                                                                  | 1968  | États-Unis                                      |
| La Nuit quand le diable venait                                    | Nachts, wenn der Teufel kam                       | Robert Siodmak                                         |                                                                  | 1957  | Allemagne                                       |
| Nutbag                                                            |                                                   | Nick Palumbo (en)                                      |                                                                  | 2000  | États-Unis                                      |
| L'Obsédé                                                          | The Collector                                     | William Wyler                                          |                                                                  | 1965  | Royaume-Uni, États-Unis                         |
| Off Limits                                                        |                                                   | Christopher Crowe                                      |                                                                  | 1988  | États-Unis                                      |
| L'Ombre blanche                                                   | The Glimmer Man                                   | John Gray                                              |                                                                  | 1996  | États-Unis                                      |
| L'Ombre d'un doute                                                | Shadow of a Doubt                                 | Alfred Hitchcock                                       |                                                                  | 1943  | États-Unis                                      |
| Orgie sanglante                                                   | Blood Feast                                       | Herschell Gordon Lewis                                 |                                                                  | 1963  | États-Unis                                      |
| Orgie sanglante 2                                                 | Blood Feast 2: All U Can Eat                      | Herschell Gordon Lewis                                 |                                                                  | 2002  | États-Unis                                      |
| Our Town (en)                                                     | Uri dongne                                        | Jeong Gil-yeong                                        |                                                                  | 2007  | Corée du Sud                                    |
| Outside Ozona                                                     |                                                   | J. S. Cardone                                          |                                                                  | 1998  | États-Unis                                      |
| Out of the Body (en)                                              |                                                   | Brian Trenchard-Smith                                  |                                                                  | 1988  | Australie                                       |
| Out of the Darkness (en) (téléfilm)                               |                                                   | Jud Taylor                                             | David Berkowitz                                                  | 1985  | États-Unis                                      |
| Out of the Dark (en)                                              |                                                   | Michael Schroeder                                      |                                                                  | 1989  | États-Unis                                      |
| Overkill: The Aileen Wuornos Story (documentaire)                 | Overkill: The Aileen Wuornos Story                | Peter Levin                                            | Aileen Wuornos                                                   | 1992  | États-Unis                                      |
| Livraison Express (DTV)                                           | Overnight Delivery                                | Jason Bloom (en)                                       |                                                                  | 1998  | États-Unis                                      |
| Limbo                                                             |                                                   | Soi Cheang                                             |                                                                  | 2021  |                                                 |
| The Pact                                                          |                                                   | Nicholas McCarthy                                      | Charles Barlow*                                                  | 2012  | États-Unis                                      |
| Les Papillons noirs                                               |                                                   | Bruno Merle et Olivier Abbou                           | Albert Desiderio* et Solange Martin*                             | 2022  | France                                          |
| Pandemonium (en)                                                  |                                                   | Alfred Sole                                            |                                                                  | 1982  | États-Unis                                      |
| Panzram (en) (documentaire)                                       | Carl Panzram: The Spirit of Hatred and Vengeance  | John Borowski                                          | Carl Panzram                                                     | 2011  | États-Unis                                      |
| Partners                                                          |                                                   | James Burrows                                          |                                                                  | 1982  | États-Unis                                      |
| Paranoïak                                                         | Disturbia                                         | D. J. Caruso                                           |                                                                  | 2007  | États-Unis                                      |
| Paranoia (pt)                                                     |                                                   | Larry Brand                                            |                                                                  | 1998  | États-Unis                                      |
| Le Parfum, histoire d'un meurtrier                                | Das Parfum : Die Geschichte eines Mörders         | Tom Tykwer                                             | Jean-Baptiste Grenouille*                                        | 2006  | Allemagne, Espagne, France                      |
| Passé virtuel                                                     | The Thirteenth Floor                              | Josef Rusnak                                           |                                                                  | 1999  | Allemagne, États-Unis                           |
| Pathology                                                         |                                                   | Marc Schöelermann                                      |                                                                  | 2008  | États-Unis                                      |
| PDA Massacre                                                      |                                                   | Jamie Greco                                            |                                                                  | 2004  | États-Unis                                      |
| Le Petit Lieutenant                                               |                                                   | Xavier Beauvois                                        |                                                                  | 2005  | France                                          |
| Peur sur la ville                                                 |                                                   | Henri Verneuil                                         |                                                                  | 1975  | France, Italie                                  |
| Le Pharmacien de garde                                            |                                                   | Jean Veber                                             |                                                                  | 2003  | France                                          |
| Phenomena                                                         |                                                   | Dario Argento                                          |                                                                  | 1985  | Italie                                          |
| Pièges                                                            |                                                   | Robert Siodmak                                         |                                                                  | 1939  | France                                          |
| Plush                                                             |                                                   | Catherine Hardwicke                                    |                                                                  | 2013  | États-Unis                                      |
| Polyester                                                         |                                                   | John Waters                                            | Jerry Brudos                                                     | 1981  | États-Unis                                      |
| The Poughkeepsie Tapes                                            |                                                   | John Erick Dowdle                                      |                                                                  | 2007  | États-Unis                                      |
| Prémonitions                                                      | In Dreams                                         | Neil Jordan                                            |                                                                  | 1999  | États-Unis                                      |
| Une princesse à bord                                              | The Princess Comes Across                         | William K. Howard                                      |                                                                  | 1936  | États-Unis                                      |
| Le Profiler                                                       | When the Bough Breaks                             | Michael Cohn                                           |                                                                  | 1993  | États-Unis                                      |
| La Proie                                                          |                                                   | Éric Valette                                           | Jean-Louis Maurel*                                               | 2011  | France                                          |
| La Proie de l'autostop                                            | Autostop Rosso Sangue                             | Pasquale Festa Campanile                               |                                                                  | 1977  | Italie                                          |
| Psychose                                                          | Psycho                                            | Alfred Hitchcock                                       | Norman Bates*                                                    | 1960  | États-Unis                                      |
| 7 Psychopathes                                                    |                                                   | Martin McDonagh                                        |                                                                  | 2012  | États-Unis                                      |
| Pulsions                                                          | Dressed to Kill                                   | Brian De Palma                                         |                                                                  | 1980  | États-Unis                                      |
| Quand la ville tremble                                            | The Zebra Killer                                  | William Girdler                                        | Zebra murders (en)                                               | 1974  | États-Unis                                      |
| Que Dieu bénisse l'Amérique                                       | Que Dieu bénisse l'Amérique                       | Robert Morin                                           |                                                                  | 2006  | Canada, Québec                                  |
| Que Dios nos perdone                                              |                                                   | Rodrigo Sorogoyen                                      |                                                                  | 2016  | Espagne                                         |
| Querelle                                                          |                                                   | Rainer Werner Fassbinder                               |                                                                  | 1982  | Allemagne de l'Ouest, France                    |
| Carnage : Les Meurtres de l'étrangleur de Hillside (DTV)          | Rampage: The Hillside Strangler Murders           | Chris Fisher                                           | Kenneth Bianchi et Angelo Buono Jr.                              | 2006  | États-Unis                                      |
| Le Récupérateur de cadavres                                       | Robert Louis Stevenson's The Body Snatcher        | Robert Wise                                            | William Burke et William Hare                                    | 1945  | États-Unis                                      |
| Red to Kill (en)                                                  | ruò shā                                           | Billy Tang Hin-Shing                                   |                                                                  | 1994  | Hong Kong                                       |
| Rest Stop                                                         | Rest Stop: Dead Ahead                             | John Shiban                                            |                                                                  | 2006  | États-Unis                                      |
| La Rivière du crime (téléfilm)                                    | The River Murders                                 | Rich Cowan                                             |                                                                  | 2011  | États-Unis                                      |
| Les Rivières pourpres                                             |                                                   | Mathieu Kassovitz                                      |                                                                  | 2000  | France                                          |
| Roberto Succo                                                     |                                                   | Cédric Kahn                                            | Roberto Succo                                                    | 2001  | France                                          |
| Les Roses de l'assassin                                           | Twist of Fate                                     | Max Fischer                                            |                                                                  | 1997  | Allemagne                                       |
| Rx for Murder                                                     |                                                   | Derek Twist                                            |                                                                  | 1958  | Royaume-Uni                                     |
| The Sadist (en)                                                   | The Sadist                                        | James Landis                                           |                                                                  | 1963  | États-Unis                                      |
| Le Sang du châtiment                                              | Rampage                                           | William Friedkin                                       | Richard Chase                                                    | 1987  | États-Unis                                      |
| Le Sang des innocents                                             | Non ho sonno                                      | Dario Argento                                          |                                                                  | 2001  | Italie                                          |
| Sang-froid                                                        | Curdled                                           | Reb Braddock                                           |                                                                  | 1996  | États-Unis                                      |
| Saw                                                               |                                                   | James Wan                                              | Jigsaw*                                                          | 2004  | États-Unis, Australie                           |
| Scream                                                            |                                                   | Wes Craven                                             |                                                                  | 1996  | États-Unis                                      |
| Scènes de crimes                                                  |                                                   | Frédéric Schœndœrffer                                  |                                                                  | 2000  | France                                          |
| La Seconde Madame Carroll                                         | The Two Mrs. Carrolls                             | Peter Godfrey                                          |                                                                  | 1947  | États-Unis                                      |
| Secrets de famille                                                | Keeping Mum                                       | Niall Johnson (en)                                     | Grace Hawkins*                                                   | 2005  | Royaume-Uni                                     |
| Les Secrets de l'invisible                                        | The Unseen                                        | Danny Steinmann                                        |                                                                  | 1980  | États-Unis                                      |
| Séduire la mort                                                   | Strange Darling                                   | JT Mollner                                             |                                                                  | 2023  | États-Unis                                      |
| Seed                                                              |                                                   | Uwe Boll                                               |                                                                  | 2007  | États-Unis                                      |
| La semana del asesino                                             |                                                   | Eloy de la Iglesia                                     |                                                                  | 1972  | Espagne                                         |
| Serial Mother                                                     | Serial Mom                                        | John Waters                                            |                                                                  | 1994  | États-Unis                                      |
| Seul contre tous                                                  |                                                   | Gaspar Noé                                             |                                                                  | 1998  | France                                          |
| Seven                                                             |                                                   | David Fincher                                          | John Doe*                                                        | 1996  | États-Unis                                      |
| She-Wolf of London                                                |                                                   | Jean Yarbrough                                         |                                                                  | 1946  | États-Unis                                      |
| Le Silence des agneaux                                            | The Silence of the Lambs                          | Jonathan Demme                                         | Hannibal Lecter*                                                 | 1991  | États-Unis                                      |
| Six-Pack                                                          |                                                   | Alain Berberian                                        |                                                                  | 2000  | France                                          |
| Le Sixième Sens                                                   | Manhunter                                         | Michael Mann                                           | Hannibal Lecter*                                                 | 1986  | États-Unis                                      |
| Sin City                                                          |                                                   | Robert Rodriguez et Frank Miller                       | Kevin*                                                           | 2005  | États-Unis                                      |
| The Sinister Urge                                                 |                                                   | Ed Wood                                                |                                                                  | 1960  | États-Unis                                      |
| Sobhraj, or How to Be Friends with a Serial Killer (documentaire) |                                                   | Jan Wellmann et Anil Goel                              | Charles Sobhraj                                                  | 2004  | États-Unis                                      |
| Sombre                                                            |                                                   | Philippe Grandrieux                                    |                                                                  | 1999  | France                                          |
| Les Soupçons du cœur (téléfilm)                                   | When Secrets Kill                                 | Colin Bucksey                                          |                                                                  | 1997  | États-Unis                                      |
| Strangeland                                                       |                                                   | John Pieplow                                           |                                                                  | 1998  | États-Unis                                      |
| The Stranger Beside Me (téléfilm)                                 |                                                   | Paul Shapiro (en)                                      | Ted Bundy                                                        | 2003  | États-Unis                                      |
| Summer of 84                                                      |                                                   | François Simard, Anouk Whissell et Yoann-Karl Whissell | Wayne Mackey*                                                    | 2018  | États-Unis, Canada                              |
| Summer of Sam                                                     |                                                   | Spike Lee                                              | David Berkowitz                                                  | 1999  | États-Unis                                      |
| Supersleuth (en) (téléfilm)                                       |                                                   | David Wilson                                           |                                                                  | 1984  | Australie                                       |
| Surveillance                                                      |                                                   | Jennifer Lynch                                         |                                                                  | 2008  | États-Unis, Allemagne                           |
| Suspect Zero                                                      |                                                   | E. Elias Merhige                                       |                                                                  | 2004  | États-Unis                                      |
| Sweeney Todd : Le Diabolique Barbier de Fleet Street              | Sweeney Todd : The Demon Barber of Fleet Street   | Tim Burton                                             | Sweeney Todd*                                                    | 2007  | États-Unis, Royaume-Uni                         |
| Tattoo                                                            |                                                   | Robert Schwentke                                       |                                                                  | 2002  | Allemagne                                       |
| Taxis pour cible                                                  | 3 A.M.                                            | Lee Davis                                              |                                                                  | 2001  | États-Unis                                      |
| Ted Bundy                                                         |                                                   | Matthew Bright                                         | Ted Bundy                                                        | 2002  | États-Unis                                      |
| Teen-Age Strangler                                                |                                                   | Ben Parker                                             |                                                                  | 1964  | États-Unis                                      |
| Le téléphone sonne toujours deux fois                             |                                                   | Jean-Pierre Vergne                                     |                                                                  | 1985  | France                                          |
| Le Témoin du Mal                                                  | Fallen                                            | Gregory Hoblit                                         |                                                                  | 1998  | États-Unis                                      |
| La Tendresse des loups                                            | Die Zärtlichkeit der Wölfe                        | Ulli Lommel                                            | Fritz Haarmann                                                   | 1973  | Allemagne                                       |
| Ténèbres                                                          | Tenebre                                           | Dario Argento                                          |                                                                  | 1982  | Italie                                          |
| Terreur.point.com                                                 | FeardotCom                                        | William Malone                                         |                                                                  | 2002  | Allemagne, États-Unis, Luxembourg, Royaume-Uni  |
| Terror Firmer                                                     | Terror Firmer                                     | Lloyd Kaufman                                          |                                                                  | 1999  | États-Unis                                      |
| Théâtre de sang                                                   | Theater of Blood                                  | Douglas Hickox                                         |                                                                  | 1973  | Royaume-Uni                                     |
| Three (en)                                                        | Three                                             | Robby Henson                                           |                                                                  | 2006  | États-Unis                                      |
| Tiger Claws (en)                                                  | Tiger Claws                                       | Kelly Makin                                            |                                                                  | 1992  | États-Unis, Canada                              |
| Tony. London Serial Killer                                        | Tony. London Serial Killer                        | Gerard Johnson                                         |                                                                  | 2011  | Royaume-Uni                                     |
| Trauma                                                            |                                                   | Dario Argento                                          |                                                                  | 1993  | États-Unis, Italie                              |
| Le Tueur aveugle                                                  | The Dark Eyes of London                           | Walter Summers                                         |                                                                  | 1940  | Royaume-Uni                                     |
| Le Tueur de Boston                                                | The Strangler                                     | Burt Topper                                            | Boston Strangler                                                 | 1964  | États-Unis                                      |
| Un tueur dans la ville                                            | The Clairvoyant                                   | Armand Mastroianni                                     |                                                                  | 1982  | États-Unis                                      |
| Les Tueurs de la lune de miel                                     | The Honeymoon Killers                             | Leonard Kastle                                         | Raymond Fernandez et Martha Beck                                 | 1970  | États-Unis                                      |
| Tueurs nés                                                        | Natural Born Killers                              | Oliver Stone                                           | Charles Starkweather                                             | 1994  | États-Unis                                      |
| Twisted Sisters                                                   |                                                   | Wolfgang Büld                                          |                                                                  | 2006  | Allemagne, Royaume-Uni                          |
| The Ugly                                                          |                                                   | Scott Reynolds                                         |                                                                  | 1997  | Nouvelle-Zélande                                |
| Unveiled                                                          |                                                   | William Cole                                           |                                                                  | 1994  | États-Unis                                      |
| Upside Downtown                                                   |                                                   | Ramzi Abed                                             |                                                                  | 2005  | États-Unis                                      |
| La Nuit des Masques                                               | Halloween                                         | John Carpenter                                         |                                                                  | 1978  | États-Unis                                      |
| Le Vampire de Düsseldorf                                          | Le Vampire de Düsseldorf                          | Robert Hossein                                         | Peter Kürten                                                     | 1965  | France, Italie, Espagne                         |
| Le Veilleur de nuit                                               | Nattevagten                                       | Ole Bornedal                                           |                                                                  | 1994  | Danemark                                        |
| La vengeance est à moi                                            | Fukushū suru wa ware ni ari                       | Shōhei Imamura                                         | Akira Nishiguchi                                                 | 1979  | Japon                                           |
| Vidocq                                                            |                                                   | Pitof                                                  | l'alchimiste*                                                    | 2001  | France                                          |
| La Vie secrète de Jeffrey Dahmer                                  | Jeffrey Dahmer: The Secret Life                   | David R. Bowen                                         | Jeffrey Dahmer                                                   | 1993  | États-Unis                                      |
| Le Voyage de Félicia                                              | Felicia's Journey                                 | Atom Egoyan                                            |                                                                  | 1999  | Canada                                          |
| Voyeur                                                            | Eye of the Beholder                               | Stephan Elliott                                        |                                                                  | 1999  | Royaume-Uni, Canada, Australie                  |
| Le Voyeur                                                         | Peeping Tom                                       | Michael Powell                                         |                                                                  | 1960  | Royaume-Uni                                     |
| Wag Kang Lilingon (en)                                            | Wag Kang Lilingon                                 | Jerry Lopez Sinengneng, Quark Henares                  |                                                                  | 2006  | Philippines                                     |
| Wanted for Murder (en)                                            |                                                   | Lawrence Huntington                                    |                                                                  | 1946  | Royaume-Uni                                     |
| Watchtower                                                        |                                                   | George Mihalka                                         |                                                                  | 2001  | Québec                                          |
| Une Femme de Confiance                                            | Appropriate Adult                                 | Julian Jarrold                                         | Fred West                                                        | 2011  | Royaume-Uni                                     |
| The Watcher                                                       |                                                   | Joe Charbanic                                          |                                                                  | 2000  | États-Unis                                      |
| Welcome to Arrow Beach (en)                                       |                                                   | Laurence Harvey                                        |                                                                  | 1974  | États-Unis                                      |
| When Michael Calls (en) (téléfilm)                                |                                                   | Philip Leacock                                         |                                                                  | 1972  | États-Unis                                      |
| Whispering Footsteps (en)                                         |                                                   | Howard Bretherton                                      |                                                                  | 1943  | États-Unis                                      |
| Whispers from a Shallow Grave                                     |                                                   | Ted Newsom                                             |                                                                  | 2006  | États-Unis                                      |
| White Angel (en)                                                  |                                                   | Chris Jones (en)                                       |                                                                  | 1994  | Royaume-Uni                                     |
| White of the Eye                                                  |                                                   | Donald Cammell                                         |                                                                  | 1987  | Royaume-Uni                                     |
| Wicked, Wicked (en)                                               |                                                   | Richard L. Bare                                        |                                                                  | 1973  | États-Unis                                      |
| The Witchmaker                                                    |                                                   | William O. Brown                                       |                                                                  | 1969  | États-Unis                                      |
| Without Warning! (en)                                             |                                                   | Arnold Laven                                           |                                                                  | 1952  | États-Unis                                      |
| Wolf Creek                                                        |                                                   | Greg McLean                                            |                                                                  | 2005  | Australie                                       |
| Wolf Creek 2                                                      |                                                   | Greg McLean                                            |                                                                  | 2014  | Australie                                       |
| Les Yeux de Laura Mars                                            | Eyes of Laura Mars                                | Irvin Kershner                                         |                                                                  | 1978  | États-Unis                                      |
| You Can't Stop the Murders                                        |                                                   | Anthony Mir                                            |                                                                  | 2003  | Australie                                       |
| Le Manuel d'un jeune empoisonneur                                 | The Young Poisoner's Handbook                     | Benjamin Ross                                          |                                                                  | 1995  | Royaume-Uni, Allemagne, France                  |
| Zee-Oui                                                           |                                                   | Buranee Rachjaibun, Nida Suthat Na Ayutthaya           |                                                                  | 2004  | Thaïlande                                       |
| Zipperface (en)                                                   |                                                   | Mansour Pourmand                                       |                                                                  | 1992  | États-Unis                                      |
| Zodiac                                                            |                                                   | David Fincher                                          | Tueur du Zodiaque                                                | 2007  | États-Unis                                      |
| The Zodiac                                                        |                                                   | Alexander Bulkley (en)                                 | Tueur du Zodiaque                                                | 2006  | États-Unis                                      |